# Shots
Shots ist ein Film von Achim Michael Hasenberg aus dem Jahr 2004 und seine und die Abschlussarbeit des Kameramanns Christoph Rose an der Hochschule der Medien Stuttgart. Es ist Hasenbergs erster Film in Spielfilmlänge, der in ausgewählten Kinos gezeigt wurde, aber bisher nicht auf DVD erschienen ist. 2012 wurde im Zuge der erfolgreichen Kinoveröffentlichung von I Want to Run – Das härteste Rennen der Welt eine um 18 Minuten gekürzte und teilweise neugeschnittene Version des Films mit dem Titel Shots 1.2 als digitale Kopie veröffentlicht.

## Handlung
Christian ist erfolgreicher Szeneschreiber in Berlin, findet aber sein Leben öde. Er möchte dem Leben mehr Sinn geben, als nur über Partys und Sexgeschichten zu schreiben. Da überrumpelt seine Freundin Diana ihn, dass sie jemanden getötet habe und ebenso versehentlich etwas von Christian am Tatort gelassen hat. Nun sucht die Polizei ihn und Diana bittet Christian, sie nicht zu verraten. Christian flieht.

## Hintergrund
Der Film war die Abschlussarbeit von den beiden Kommilitonen Achim Hasenberg und Christoph Rose an der Hochschule der Medien, die von 1998 bis 2003 studierten und zuvor schon einige Kurzfilme gemeinsam gedreht hatten. Es war gleichzeitig die erste Abschlussarbeit in Spielfilmlänge an der Hochschule der Medien. Produziert wurde der Film von der dafür eigens gegründeten Filmproduktion Filmband. Er wurde auf 16 mm und Mini-DV gedreht und auf 35 mm abgetastet. Abgesehen von ausgewählten Kinos wurde der Film nur auf Festivals gezeigt, u. a. war er eingeladen zum Cairo International Film Festival. Die Neufassung Shots 1.2 wurde ebenfalls auf einigen Festivals gezeigt sowie erstmals auch als digitale Kopie veröffentlicht.
Shots, im Spätsommer 2002 gedreht, beschreibt den „Berlin-Mythos“ der Nullerjahre, die mittlerweile zur DNA der Hauptstadt geworden sind, und das Lebensgefühl junger Menschen in dieser Zeit. Im Film tauchen die verschiedensten In-Treffpunkte der damaligen Zeit auf wie die Oranienburger Straße, das Tacheles, das Viertel um die Hackesche Höfe und der 2014 geschlossene Szene-Club Cookies. Die Welt schrieb zum Cookies: „(Das) „Cookies“ war ein Ideal vom Nachtleben, wie (…) die Orgien im alten Rom, die Partys von Marie Antoinette, „Studio 54“.“ Die Teile der Handlung von Shots, die im Cookies spielen, verändern auf teilweise surreal, erotische Weise den Plot und sind die Triebfeder, genau so doppeldeutig im Film, für die ganze weitere Geschichte. Der Film verneigt sich dabei auch vor anderen, die jeweilige Epoche porträtierenden Filmen, wie Blow Up und Außer Atem.
Der Film wurde teilweise wie ein Dokumentarfilm, manchmal sogar mit versteckter Kamera gedreht, z. B. die Szene in der Oranienburger Straße. So agieren mit der Hauptfigur Passanten, die zu dem Zeitpunkt zufällig auch dort waren. Weitere Drehorte waren Schloss Dammsmühle, Dorfkirche Lichterfelde, UdK, Kunsthaus Tacheles und das 2010 geschlossene Lapidarium mit den Denkmälern der ehemaligen Siegesallee.

## Titel
Der Titel des Films bezieht sich laut Hasenberg auf die im Film von Christian abgefeuerten Schüsse seiner Pistole, die Fotoschüsse von Diana sowie die absichtlich dokumentarisch gehaltenen Momentaufnahmen auf das Leben in Berlin zu dieser Zeit. Der Arbeitstitel war 3:30, der vermutliche Zeitpunkt, zu dem Hasenberg eine wichtige Wendung in der Filmhandlung im Schlaf einfiel.